# Carl Fabergé
Peter Carl Fabergé (30. května 1846 Petrohrad – 24. září 1920 Pully u Lausanne) byl ruský zlatník hugenotsko-německého původu známý především pro svá klenotnická dílka, proslulá jako Fabergého vejce. V roce 1872 převzal v Petrohradě podnik, který 1842 založil jeho otec.

## Kariéra
Se svou rodinou a spolupracovníky vyráběl umělecké a zlatnické předměty pro evropskou šlechtu. Nejznámější jsou Fabergého vejce, určená carské rodině. Jeho výrobky jsou dnes uloženy v několika muzeích po celém světě. Historikům umění je známo místo uložení 43 vajec. K nim patří 10 vajec v moskevském Kremlu a 11 vajec ve sbírce ruského oligarchy Viktora Vekselberga rovněž v Moskvě. V Baden-Badenu je rodinné a firemní muzeum Fabergé.

## Ukázky tvorby

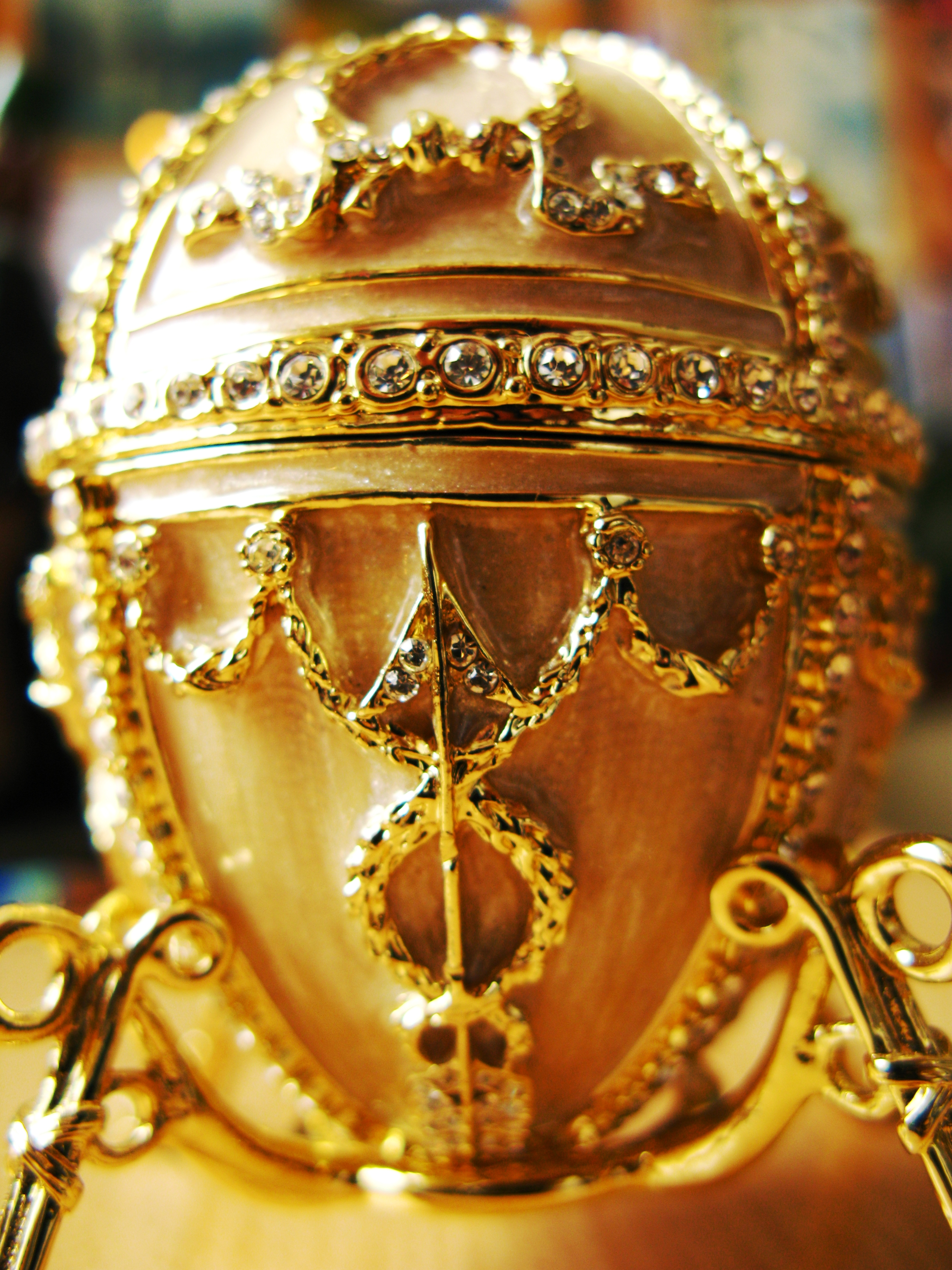
Moderní replika Fabergého vejce
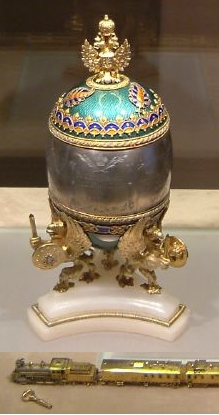
Vejce s modelem vlaku Transsibiřské magistrály
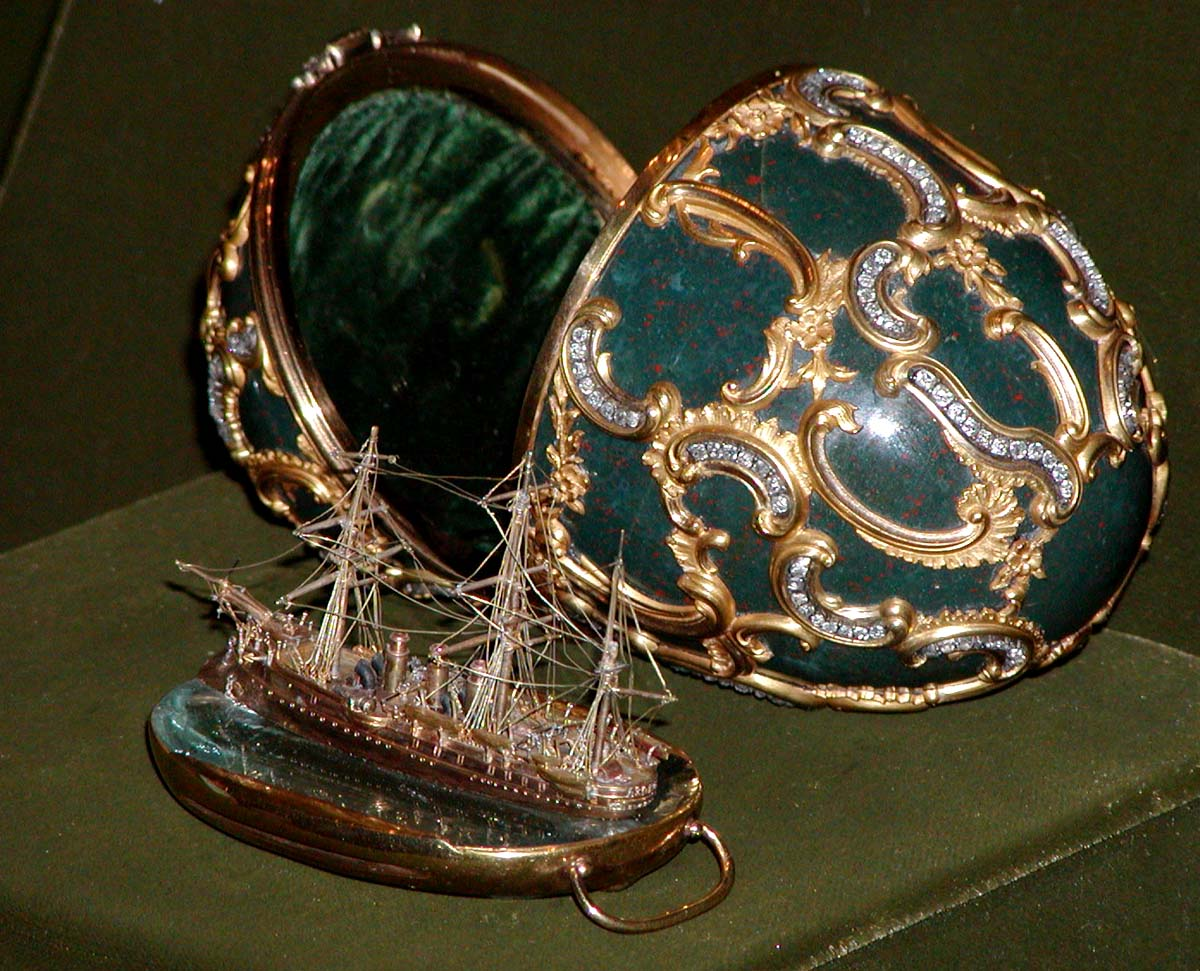
Vejce Память Азова, vyrobené pro cara Alexandra III. (1891)
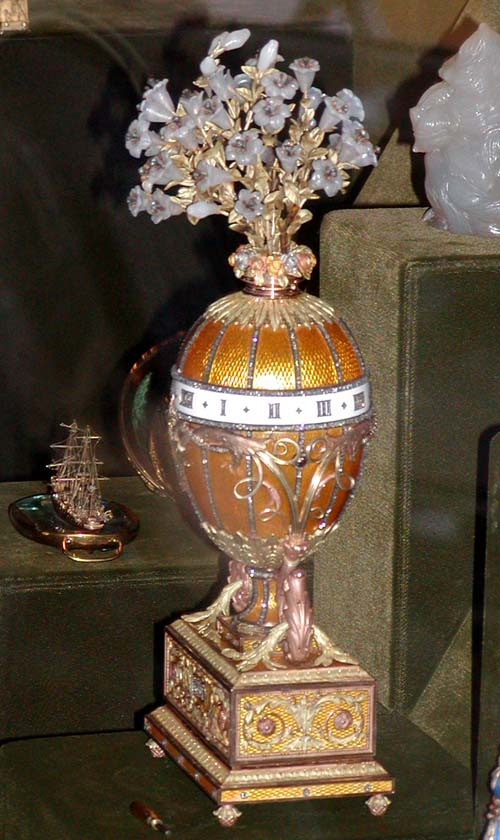
Vejce jako hodiny (1899)
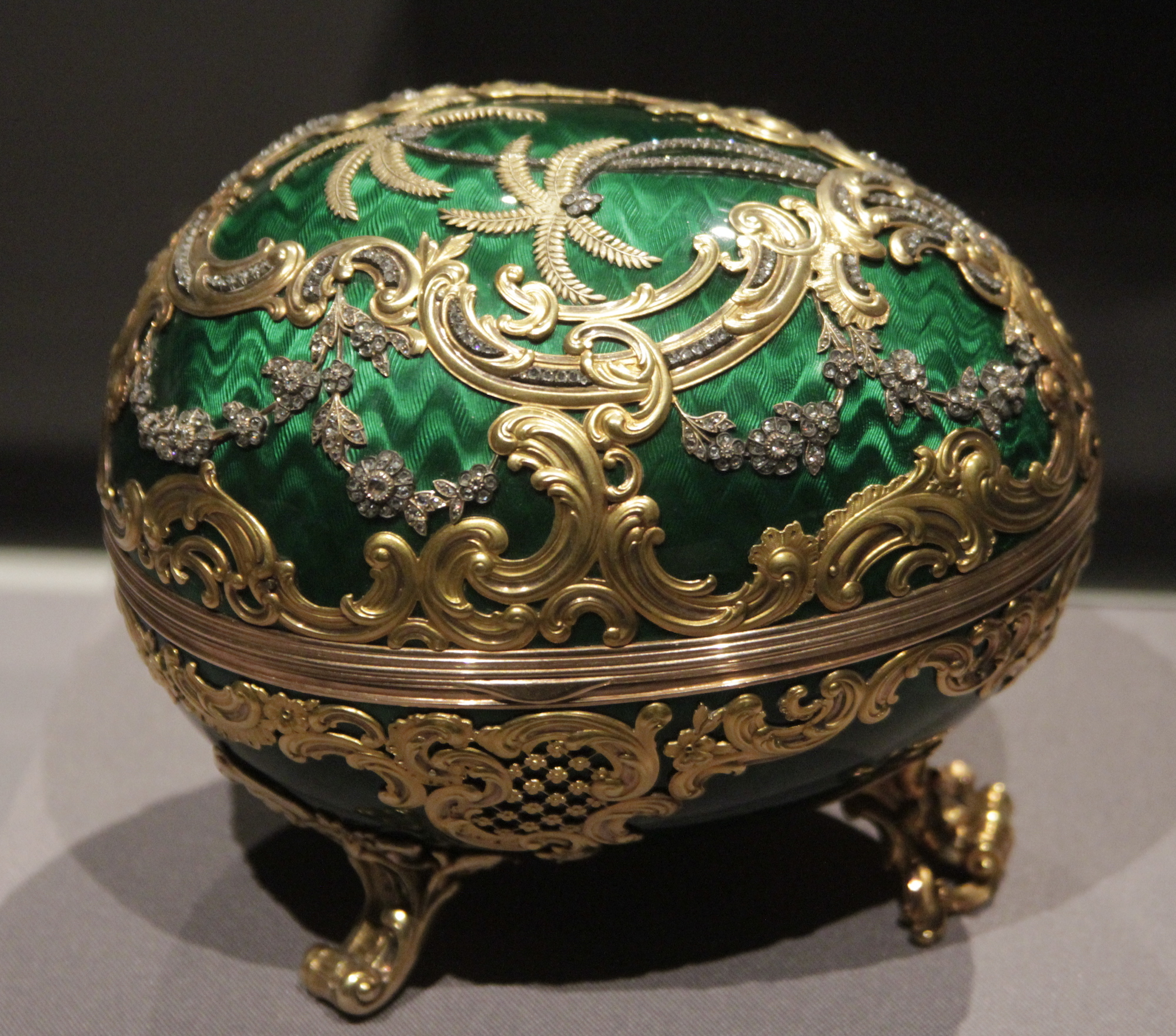
Velikonoční vajíčko s rokají z r. 1902

## Zajímavosti
Dne 30. května 2012 Google zobrazil na své přední straně logo s Fabergého vejci a upozornil tak na život a dílo tohoto umělce.